# Knema muscosa
Knema muscosa är en tvåhjärtbladig växtart som beskrevs av James Sinclair.
Knema muscosa ingår i släktet Knema och familjen Myristicaceae. Inga underarter finns listade i Catalogue of Life.